# Nanna Bonde
Nanna Bonde (født 18. maj 1993) er en dansk politiker, forhenværende formand for Socialistisk Folkepartis Ungdom og folketingskandidat for Socialistisk Folkeparti (SF) i Sydjyllands Storkreds.

## Baggrund
Nanna Bonde er opvokset i Tønder, hvor hun fik sin studentereksamen fra Tønder Gymnasium i 2013. Efter studentereksamen flyttede Nanna Bonde til København for at læse socialvidenskab og journalistik på Roskilde Universitet i 2013. Hun har tidligere blandt andet arbejdet som tjener.
Hun arbejder i dag i lobbyvirksomheden Grace Public Affairs.

## Politisk karriere
Nanna Bonde var distriktssekretær for SFU i Sønderjylland fra 2012 til 2013. Samme periode var hun formand SFU Tønder. Hun var ledelsesmedlem af SF Ungdom fra 2013, til hun i 2015 blev valgt til landsformand for SFU, hvorefter hun tog orlov fra universitetet for at prioritere tiden på ungdomspolitik. I Nanna Bondes formandsperiode har SFU blandt andet ført kampagnerne "Alle mennesker er mennesker" (juli 2016), "Ingen kvaler ungdommen betaler " (maj 2016), "Vi kræver respekt for ungdomsuddannelserne " (december 2015), "Fri os fra de borgerlige Arkiveret 7. november 2016 hos  Wayback Machine" (november 2015) og "Lighed i Sundhed" (august 2015).
Nanna Bonde har to gange som landsformand for SFU deltaget ved Politikens DM i debat og i 2015 gik hun videre til finalerne på Folkemødet på Bornholm. I 2018 blev hun kåret som vinder af DM i debat.
I august 2018 pegede medlemmer af SF i Syd- og Sønderjyllands Storkreds ved en urafstemning på tre spidskandidater til det kommende folketingsvalg. Karina Lorentzen fik flest stemmer, efterfulgt af Nanna Bonde og Mikkel Ammitzbøll.   